# Cyathea simplex
Cyathea simplex är en ormbunkeart som beskrevs av R. M. Tryon. Cyathea simplex ingår i släktet Cyathea och familjen Cyatheaceae. Inga underarter finns listade.